# Kóza Móstra
Kóza Móstra (grec moderne : Κόζα Μόστρα) est un groupe grec de ska. Il est composé de Elias Kozas (voix), Alexis Arhontis (batterie), Stelios Siomos (guitare), Dimitris Christonis (basse), Christos Kalaintzopoulos (accordéon) et Vasilis Nalmpantis (trompette).

## Histoire
Le 18 février 2013, le groupe est choisi à l'issue d'une finale nationale pour représenter la Grèce au Concours Eurovision de la chanson 2013 à Malmö, en Suède avec la chanson Alcohol Is Free,. Ils seront accompagnés du chanteur Agáthonas Iakovídis. 
Le 15 décembre 2017, ils sortent leur deuxième album intitulé Corrida. Cet album est publié par Panik Oxygen Records, également un sous-label de Panik Entertainment Group. Les sorties suivantes sont auto-éditées sans label par Koza Mostra.
La pochette des deux albums studio de Koza Mostra est créée par Paul Hitter, qui est également responsable de la majorité des pochettes du groupe américain de punk rock Gogol Bordello.
Le 27 juin 2022, ils sortent un single intitulé Bilio. Le 6 janvier 2024, ils sortent un single intitulé Elvis.

## Discographie

### Album studio
- 2013 : Keep Up the Rhythm
- 2019 : Corrida

### Singles
- 2012 : Me Trela
- 2012 : Desire
- 2013 : Tora / Me Trela (MAD Video Music Awards 2012) - feat. Dimos Anastasiadis, 2012
- 2013 : Alcohol Is Free
- 2013 : Ti Kano Edo
- 2016 : Amerika
- 2022 : Bilio
- 2024 : Elvis

### Récompenses
| Année | Récompense | Catégorie    | Travail/rôle       | Résultat |
| ----- | ---------- | ------------ | ------------------ | -------- |
| 2014  | IFPI       | Platine (x3) | Keep Up the Rhythm | Victoire |